# Siret (flod)
 Ikke at forveksle med byen Siret
Siret eller Sireth (ukrainsk: Сірет or Серет, rumænsk: Siret udtalt [siˈret], ungarsk: Szeret, russisk: Сирет) er en flod, der kommer fra Karpaterne i den nordlige Bukovina-region i Ukraine, og løber sydpå ind i Rumænien, før den løber ud i Donau. Den er 647 km lang, :9 heraf 559 i Rumænien,:9  og dens afvandingsområde er på 44.811 km2, :6 heraf 42.890 km2 i Rumænien.:6  Dens gennemsnitlige vandføring er 250 m3/sek.:15 I oldtiden fik den navnet Hierasus (oldgræsk Ιερασός).

## Byer og landsbyer
Langs floden Siret ligger følgende byer og landsbyer, (fra kilden til mundingen): Berehomet, Storozhynets, Siret, Grămești, Zvoriștea, Liteni, Dolhasca, Pașcani, Stolniceni-Prăjescu , Roman, Adjuăd, Mărășești, Galati

## Oversvømmelser i 2010
I løbet af juli 2010 fortalte præsidenten for distriktet Suceava, til nyhedsbureauet Mediafax, at hans region var en af de værst ramte i landet om morgenen den 29., da han koordinerede det lokale oversvømmelseshjælpearbejde i amtet. Senere samme dag truede Siret-floden med at bryde gennem digerne, der beskyttede byen Șendreni, da lokale og beredskabstjenester forstærkede digerne med lastbillæs sandsække for at forhindre floden i at bryde gennem og oversvømme byen.